# Xã Greenland, Quận Barnes, Bắc Dakota
Xã Greenland (tiếng Anh: Greenland Township) là một xã thuộc quận Barnes, tiểu bang Bắc Dakota, Hoa Kỳ. Năm 2010, dân số của xã này là 42 người.